# Andrés Perelló Rodríguez
Juan Andrés Perelló Rodríguez (Bunyol, 1 de juliol de 1957) és un polític i advocat valencià que milita al PSPV.

## Trajectòria política
Ha estat alcalde del municipi de Bunyol de 1991 a 1995, diputat a les Corts Valencianes a les legislatures 1983-1987, 1987-1991, 1999-2003 i 2003-2007. Fou membre de la comissió gestora del partit el 1999 com a representant destacat del corrent Izquierda Socialista. El 2004 fou triat membre del Comitè Nacional del PSPV i el mateix any també s'integrà al Comitè Federal del PSOE triat al 36é Congrés.
Fou senador al Senat espanyol per designació de les Corts Valencianes entre el juliol de 2007 a maig de 2009, quan deixà l'escó per tal de presentar-se a les eleccions europees del mateix any. La substitució de Perelló al Senat va estar envoltada d'una polèmica per la negativa del Partit Popular (partit amb majoria absoluta a les Corts Valencianes, institució encarregada del nomenament del nou senador de representació territorial) a arribar a un acord amb el PSPV per a elegir el substitut de Perelló. Sis mesos més tard del previst, finalment Leire Pajín és triada nova senadora.
Andrés Perelló resultà elegit europarlamentari integrant-se al Grup Socialista Europeu i passant a ser membre de la comissió parlamentària en matèria de Medi Ambient, Salut Pública i Seguretat Alimentària; i de la Delegació per a les relacions amb Iraq.

## Altres activitats
A més de polític i advocat, Andrés Perelló ha desenvolupat altres facetes com la d'escriptor amb la novel·la "La Conjura de los Caracoles" (Ed. Algar, 2004), o tertulià a diversos fòrums i mitjans de comunicació, un fet que li ha reportat força projecció mediàtica gràcies a les seues aparicions a la tertúlia política del programa de televisió "Crónicas Marcianas" emès a Telecinco entre 1997 i 2005.